# Nekrolog 2. Quartal 1955
Nekrolog
◄◄
| ◄
| 1951
| 1952
| 1953
| 1954
| 1955 | 1956 | 1957 | 1958 | 1959 | ► | ►►
1. Quartal |
2. Quartal |
3. Quartal |
4. Quartal 1955
Weitere Ereignisse | Allgemeiner Nekrolog 1955
Die Beschreibung der verstorbenen Person sollte so kurz wie möglich gehalten sein und nur deren signifikante Tätigkeit(en) enthalten.
Neue Namen ggf. auch unter dem Geburts- und Sterbedatum, also etwa unter 1. Januar und im Geburts- und Sterbejahr (2024) eintragen (nur bei entsprechender großer Wichtigkeit). Für Beispiele siehe die schon vorhandenen Artikel.
Außerdem über die fünf zuletzt Verstorbenen, zu denen es einen ausreichend guten Artikel für eine Präsentation auf der Hauptseite gibt, nach der todesbedingten Überarbeitung der Artikel ggf. auch unter Wikipedia Diskussion:Hauptseite informieren und sie am besten auch in den anderen Wikipedia-Sprachversionen eintragen. Tipp: Regelmäßig bei news.google.de nach „ist tot“, „gestorben“ oder „verstorben“ suchen.
Wenn eine Person gestorben ist, gibt es viele Seiten zu dieser Person in der Wikipedia, die davon auch betroffen sind und entsprechend aktualisiert werden müssen. Beispiele: Namenübersichtsseite, Geburtsjahr, Geburtsort-Seiten und viele mehr.
Wie finde ich die betroffenen Seiten?
Im Suchfeld auf der linken Seite gibt man den Suchbegriff so ein: „Vorname Nachname“. Dann klickt man auf Volltext und alle Seiten mit entsprechendem Suchtext werden aufgerufen. Hier sieht man dann schnell, wo auch das Todesjahr Sinn macht oder sogar ein Teil des Artikels angepasst werden muss. Auch hilft das „Werkzeug“ auf der linken Seite sehr gut, um solche Seiten aufzufinden: „Links auf diese Seite“. Somit ist die Wikipedia wieder aktuell in allen Bereichen! Hinweis: bei Eintragung der Kategorie „Gestorben JAHR“ wird der Missbrauchsfilter 49 ausgelöst, was jedoch nicht schlimm ist. Siehe: Spezial:Missbrauchsfilter/49
Dies ist eine Liste von im zweiten Quartal 1955 verstorbenen bekannten Persönlichkeiten. Die Einträge erfolgen innerhalb der einzelnen Daten alphabetisch sortiert. Tiere sind im Nekrolog für Tiere zu finden.

## April
| Tag       | Name                               | Beruf, bekannt als                                                                                              | Alter | Beleg |
| --------- | ---------------------------------- | --- | ----- | ----- |
| 1. April  | Hansi Führer                       | österreichische Volkssängerin (Soubrette) und Schauspielerin                                                    |       |       |
| 1. April  | Lin Huiyin                         | chinesischer Architektin und Schriftstellerin                                                                   | 50    |       |
| 1. April  | Boris Mirkin-Getzewitsch           | russisch-französischer Jurist                                                                                   | 63    |       |
| 1. April  | Peter Reinhold                     | deutscher Verleger und Politiker (DDP), MdR, Reichsminister                                                     | 67    |       |
| 1. April  | Barbara Renz                       | deutsche Ethnologin, Religionswissenschaftlerin und katholische Frauenrechtlerin                                | 91    |       |
| 1. April  | Theophil Spörri                    | Schweizer Theologe                                                                                              | 68    |       |
| 2. April  | Ernst von Below                    | deutscher General der Infanterie                                                                                | 91    |       |
| 2. April  | Adolphe Terracher                  | französischer Romanist                                                                                          | 74    |       |
| 3. April  | Héctor Pedro Bloomberg             | argentinischer Journalist und Schriftsteller                                                                    | 65    |       |
| 3. April  | Karl Hofer                         | deutscher Maler des Expressionismus                                                                             | 76    |       |
| 3. April  | Otto Korn                          | deutscher Archivar und Heraldiker                                                                               | 56    |       |
| 3. April  | Clara Lotte von Marcard            | deutsch-amerikanische Blumen- und Landschaftsmalerin                                                            | 83    |       |
| 3. April  | Hans Plöckinger                    | österreichischer Lehrer und Heimatforscher                                                                      | 73    |       |
| 3. April  | Karl Zapp                          | deutscher Politiker (SPD)                                                                                       | 62    |       |
| 3. April  | Karl Zöllig                        | deutscher Politiker (USPD, SPD), MdL                                                                            | 74    |       |
| 4. April  | Werner Härtling                    | deutscher Ringer                                                                                                |       |       |
| 5. April  | Konrad Bingold                     | deutscher Mediziner (Internist)                                                                                 | 68    |       |
| 5. April  | Willy Dörr                         | deutscher Leichtathlet, Tauzieher und Sportpädagoge                                                             | 73    |       |
| 5. April  | Rudolf Sparing                     | deutscher Journalist, Chefredakteur von Das Reich                                                               | 50    |       |
| 5. April  | Tibor Szele                        | ungarischer Mathematiker und Hochschullehrer                                                                    | 37    |       |
| 6. April  | Hilde Eiserhardt                   | deutsche Juristin und Person der Sozialen Arbeit                                                                | 67    |       |
| 6. April  | Ingeborg Hammer-Jensen             | dänische Klassische Philologin                                                                                  | 75    |       |
| 6. April  | Ludwig Hartenfels                  | deutscher Politiker (FDP), Kultursenator in Hamburg                                                             | 60    |       |
| 6. April  | Fritz Körner                       | deutscher Maler und Glasgestalter                                                                               | 66    |       |
| 6. April  | Erna von Ostau                     | deutsche Schauspielerin und Autorin                                                                             | 51    |       |
| 6. April  | Carl Christian Schmid              | deutscher Verwaltungsjurist und Politiker (DVP)                                                                 | 68    |       |
| 6. April  | Veli Verkko                        | finnischer Soziologe und Kriminologe                                                                            | 61    |       |
| 7. April  | Dániel Bánffy                      | ungarischer Politiker                                                                                           | 61    |       |
| 7. April  | Theda Bara                         | US-amerikanische Schauspielerin                                                                                 | 69    |       |
| 7. April  | Kurt Grunert                       | deutscher Maschinenbauingenieur, Unternehmer und Erfinder                                                       | 77    |       |
| 7. April  | Julia Lloyd                        | englisch-britische Lehrerin und Aktivistin für vorschulische Bildung                                            | 87    |       |
| 7. April  | Hermann Reich                      | deutscher Politiker (USPD, VKPD, SPD), MdHB, MdR, Widerstandskämpfer gegen den Nationalsozialismus              | 69    |       |
| 7. April  | Henri Senfftleben                  | französischer Autorennfahrer                                                                                    | 44    |       |
| 8. April  | Enrica von Handel-Mazzetti         | österreichische Dichterin und Literaturpreisträgerin                                                            | 84    |       |
| 8. April  | Rudolf Klix                        | deutscher Schauspieler                                                                                          | 74    |       |
| 8. April  | Oswald Richter                     | österreichischer Botaniker                                                                                      | 76    |       |
| 8. April  | Otto Springorum                    | deutscher Industriemanager                                                                                      | 64    |       |
| 8. April  | Maria Veleda                       | portugiesische Lehrerin, Journalistin, feministische Aktivistin, Republikanerin und Spiritistin                 | 84    |       |
| 9. April  | Alexei Iwanowitsch Abrikossow      | sowjetischer Pathologe                                                                                          | 80    |       |
| 9. April  | Felix Lindhorst                    | deutscher Architekt                                                                                             | 87    |       |
| 10. April | Nikolaus von Gerlach               | deutscher Verwaltungsbeamter                                                                                    | 80    |       |
| 10. April | William S. Jacobsen                | US-amerikanischer Politiker                                                                                     | 68    |       |
| 10. April | Oskar Lindberg                     | schwedischer Komponist                                                                                          | 68    |       |
| 10. April | Richard Neumann                    | deutscher Jurist und Überlebender des Holocaust                                                                 | 76    |       |
| 10. April | Eugen Steinmann                    | Schweizer Unternehmer                                                                                           | 81    |       |
| 10. April | Pierre Teilhard de Chardin         | französischer Jesuit, Theologe, Philosoph, Anthropologe, Geologe und Paläontologe                               | 73    |       |
| 10. April | Hans Witzany                       | österreichischer Politiker (SdP), Abgeordneter zum Nationalrat                                                  | 73    |       |
| 11. April | Mario Alborghetti                  | italienischer Formel-1-Rennfahrer                                                                               | 26    |       |
| 11. April | Fritz Jensen                       | österreichischer Schriftsteller, Arzt und Kommunist                                                             | 51    |       |
| 11. April | Adolf Meinberg                     | deutscher Arbeiterführer und Publizist                                                                          | 61    |       |
| 11. April | Franz Müllner                      | österreichischer Politiker (CSP), Abgeordneter zum Nationalrat                                                  | 76    |       |
| 11. April | Arthur E. Nelson                   | US-amerikanischer Politiker                                                                                     | 62    |       |
| 11. April | John E. Nelson                     | US-amerikanischer Politiker                                                                                     | 80    |       |
| 11. April | Oda Olberg                         | sozialdemokratische Journalistin, die sich für Frauenemanzipation und sozialistische Eugenik einsetzte          | 82    |       |
| 11. April | Leo Schrattenholz                  | deutscher Komponist, Cellist und Musikpädagoge                                                                  | 82    |       |
| 11. April | Clifton Sprague                    | US-amerikanischer Marineoffizier zur Zeit des Zweiten Weltkrieges                                               |       |       |
| 12. April | W. H. Anderson                     | kanadischer Sänger, Chorleiter und Gesangspädagoge                                                              | 72    |       |
| 12. April | George Dasch                       | US-amerikanischer Violinist und Dirigent                                                                        | 77    |       |
| 12. April | Hermann Weigert                    | deutscher Musikpädagoge und Dirigent                                                                            | 64    |       |
| 12. April | Otto Werner                        | deutscher Unternehmer                                                                                           | 70    |       |
| 13. April | Guido Battelli                     | italienischer Schriftsteller                                                                                    | 85    |       |
| 13. April | Alfred Hesse                       | deutscher Maler und Grafiker                                                                                    | 65    |       |
| 13. April | Walter Lohmann                     | deutscher Vizeadmiral                                                                                           | 63    |       |
| 13. April | Peyton C. March                    | US-amerikanischer General und Chief of Staff of the Army                                                        | 90    |       |
| 13. April | Sybille Schmitz                    | deutsche Schauspielerin                                                                                         | 45    |       |
| 14. April | Cleve Abbott                       | US-amerikanischer Leichtathlet, Football- und Basketballspieler sowie -trainer und Professor für Sportwissen... | 62    |       |
| 14. April | Karl Friedl                        | österreichischer Fleischhauer, Gastwirt und Politiker (ÖVP), Abgeordneter zum Nationalrat                       | 70    |       |
| 14. April | August Hertwig                     | deutscher Bauingenieur und Hochschullehrer, Rektor der RWTH Aachen                                              | 83    |       |
| 14. April | Fritz Strahlmann                   | deutscher Schriftsteller und Verleger                                                                           | 67    |       |
| 14. April | Ad Wolgast                         | US-amerikanischer Boxer                                                                                         | 67    |       |
| 15. April | Charles Goldner                    | österreichisch-britischer Schauspieler und Bühnenregisseur                                                      | 54    |       |
| 15. April | Edgar J. Kaufmann                  | amerikanischer Unternehmer und Mäzen                                                                            | 69    |       |
| 15. April | Bert McCaffrey                     | kanadischer Eishockeyspieler                                                                                    | 61    |       |
| 15. April | Santos Ubierna                     | spanischer Ordensgeistlicher und römisch-katholischer Bischof von Thái Bình                                     | 47    |       |
| 16. April | Ludovic Feuillet                   | französischer Radrennfahrer                                                                                     | 74    |       |
| 16. April | Fritz Hornschuch                   | deutscher Unternehmer                                                                                           | 80    |       |
| 16. April | David Kirkwood                     | britischer Politiker                                                                                            | 82    |       |
| 16. April | Waldemar Raemisch                  | deutsch-amerikanischer Metallbildhauer und Hochschullehrer                                                      | 66    |       |
| 16. April | Georgi Weltschew                   | bulgarischer Künstler                                                                                           | 63    |       |
| 17. April | Otto Becker                        | deutscher Historiker                                                                                            | 69    |       |
| 17. April | Bennata Otten                      | Bibliothekarin                                                                                                  | 72    |       |
| 17. April | Eduard Pernkopf                    | österreichischer Anatom                                                                                         | 66    |       |
| 17. April | Hugo Strathmann                    | deutscher Jurist und Politiker (SPD)                                                                            | 80    |       |
| 18. April | Joseph Batten                      | britischer Pianist, Dirigent und ein früher Aktivist für Tonträgeraufnahmen                                     | 69    |       |
| 18. April | Edeltraud Eckert                   | deutsche Schriftstellerin                                                                                       | 25    |       |
| 18. April | Albert Einstein                    | Physiker und Nobelpreisträger                                                                                   | 76    |       |
| 18. April | Martin Gumpert                     | deutsch-amerikanischer Mediziner und Schriftsteller                                                             | 57    |       |
| 18. April | Eugen Herrigel                     | Philosoph | 71    |       |
| 18. April | Johan Jarlén                       | schwedischer Turner                                                                                             | 74    |       |
| 18. April | Eugen Orgeldinger                  | deutscher Berufsschullehrer und Landespolitiker der DVP                                                         | 57    |       |
| 18. April | Juri Andrejewitsch Scheljabuschski | sowjetischer Regisseur                                                                                          | 66    |       |
| 19. April | Jim Corbett                        | britischer Jäger, Naturschützer und Autor                                                                       | 79    |       |
| 19. April | Otto Erdmannsdörffer               | deutscher Geologe und Mineraloge                                                                                | 79    |       |
| 19. April | Adolf Kissling                     | deutscher Neuphilologe und Komponist                                                                            | 79    |       |
| 19. April | Henri Rollin                       | französischer Marineoffizier, Historiker und Essayist                                                           | 69    |       |
| 19. April | Rudolf Schmidt                     | österreichischer Unternehmer und Erfinder                                                                       | 60    |       |
| 19. April | Karl Schörlin                      | deutscher Reichsgerichtsrat                                                                                     | 73    |       |
| 20. April | John Glover                        | englischer Fußballspieler                                                                                       | 78    |       |
| 20. April | Wilhelm Prager                     | deutscher Theaterschauspieler und -regisseur, Filmregisseur und Filmproduzent                                   | 78    |       |
| 20. April | Konrad Skrentny                    | deutscher Politiker (KPD, SPD), MdR, MdL                                                                        | 60    |       |
| 20. April | T. Vijayaraghavan                  | indischer Mathematiker                                                                                          | 52    |       |
| 21. April | Herbert J. Sadler                  | kanadischer Organist, Komponist und Musikpädagoge                                                               | 60    |       |
| 22. April | Hanns Alexander                    | deutscher Mediziner und Forscher auf dem Gebiet der Tuberkulose                                                 | 73    |       |
| 22. April | Sara Braun                         | chilenische Unternehmerin und Philanthropin                                                                     | 92    |       |
| 22. April | Edgar Calle                        | österreichischer Komponist und Pianist                                                                          | 75    |       |
| 22. April | James Herbert McNair               | schottischer Maler                                                                                              | 86    |       |
| 22. April | Walter Potzelt                     | deutscher SS-Führer, MdR, Angehöriger der Einsatzgruppen und Politiker (NSDAP), stellvertretender BdS Ostland   | 51    |       |
| 23. April | Fritz Brunn                        | österreichisch-amerikanischer Schauspieler, Aufnahmeleiter und Filmproduzent                                    | 51    |       |
| 23. April | Henry Busse                        | US-amerikanischer Jazz-Trompeter                                                                                | 60    |       |
| 23. April | William Henry Carter               | US-amerikanischer Politiker                                                                                     | 90    |       |
| 23. April | Ernst Jakob Christoffel            | deutscher evangelischer Pastor, Gründer der Christoffel-Blindenmission                                          | 78    |       |
| 23. April | Otto Faust                         | deutscher Politiker (SPD), Oberbürgermeister der Stadt Weimar                                                   | 58    |       |
| 23. April | Johannes Schempp                   | deutscher freikirchlicher Pastor                                                                                | 74    |       |
| 24. April | Hermine Albers                     | deutsche Sozialwissenschaftlerin und Mitgründerin der Arbeitsgemeinschaft für Jugendpflege und -fürsorge        | 60    |       |
| 24. April | Josef Johann Horschik              | deutscher Schriftsteller                                                                                        | 81    |       |
| 24. April | Emil Jungblut                      | deutscher Bildhauer                                                                                             | 66    |       |
| 24. April | Alfred Polgar                      | österreichischer Schriftsteller                                                                                 | 81    |       |
| 24. April | George M. Pritchard                | US-amerikanischer Politiker                                                                                     | 69    |       |
| 24. April | Henry H. Schwartz                  | US-amerikanischer Politiker                                                                                     | 85    |       |
| 25. April | Paul Basilius Barth                | Schweizer Kunstmaler                                                                                            | 73    |       |
| 25. April | Constance Collier                  | britische Schauspielerin                                                                                        | 77    |       |
| 25. April | Paul Lindemann                     | Senatssyndicus in Hamburg                                                                                       | 58    |       |
| 25. April | Frank Merriam                      | US-amerikanischer Politiker                                                                                     | 89    |       |
| 25. April | José Moreno Villa                  | spanischer Dichter, Übersetzer, Essayist, Künstler, Archivar und Hochschullehrer                                | 68    |       |
| 25. April | Alois Neurath                      | sudetendeutscher Kominternfunktionär                                                                            | 68    |       |
| 26. April | Willi Bartholomae                  | deutscher Ruderer                                                                                               | 70    |       |
| 26. April | Eugen Claassen                     | deutscher Verleger und Verlagsgründer                                                                           | 60    |       |
| 26. April | Lyman Poore Duff                   | kanadischer Richter, Vorsitzender des Obersten Gerichtshofes                                                    | 90    |       |
| 26. April | Heinrich Mohn                      | deutscher Verleger                                                                                              | 70    |       |
| 26. April | Friedrich Paffrath                 | deutscher Politiker                                                                                             | 58    |       |
| 26. April | Hannes Schneider                   | österreichischer Skipionier und Schauspieler                                                                    | 64    |       |
| 27. April | Ambrose Bebb                       | walisischer Philologe, Autor und Politiker                                                                      | 60    |       |
| 27. April | John W. Flannagan                  | US-amerikanischer Politiker                                                                                     | 70    |       |
| 27. April | Otto Haas                          | deutsch-britischer Musikantiquar                                                                                | 80    |       |
| 27. April | Josef Schlegel                     | österreichischer Politiker (CS), Landtagsabgeordneter                                                           | 85    |       |
| 27. April | Hans Türkheim                      | deutsch-britischer Zahnmediziner                                                                                | 65    |       |
| 28. April | Karl Hapke                         | deutscher Maler und Zeichner                                                                                    | 78    |       |
| 28. April | Jacob E. Long                      | US-amerikanischer Politiker                                                                                     | 74    |       |
| 29. April | Adolf Maurer                       | österreichischer Politiker und Beamter                                                                          | 71    |       |
| 29. April | Sophie Prag                        | deutsche Kinderärztin                                                                                           | 59    |       |
| 29. April | Bartl Seyr                         | österreichischer Kameramann                                                                                     | 65    |       |
| 30. April | Hermann Brüning                    | deutscher Mediziner mit Forschungsschwerpunkt Kinderheilkunde                                                   | 82    |       |
| 30. April | Cornelius Burdette                 | US-amerikanischer Sportschütze                                                                                  | 76    |       |
| 30. April | Woodson R. Oglesby                 | US-amerikanischer Jurist und Politiker                                                                          | 88    |       |
| 30. April | Aristide Ambroise Quillet          | französischer Verleger                                                                                          | 74    |       |
| 30. April | John Henry Towers                  | Admiral der US Navy                                                                                             | 70    |       |
| 30. April | Charles Van der Cruyssen           | belgischer Unternehmer, Kriegsfreiwilliger und Abt des Trappistenklosters Orval                                 | 80    |       |
| 30. April | Schorsch Winter                    | deutscher Maler und Holzschnitzer                                                                               | 55    |       |
| April     | Walter Tschuppik                   | deutsch-böhmischer Journalist                                                                                   | 65    |       |
| April     | Moriz Weinzierl                    | österreichischer Jurist und Ministerialbeamter                                                                  | 70    |       |

## Mai
| Tag     | Name                                      | Beruf, bekannt als                                                                | Alter | Beleg |
| ------- | ----------------------------------------- | --------------------------------------------------------------------------------- | ----- | ----- |
| 1. Mai  | Hans von der Au                           | deutscher Theologe und Volkskundler                                               | 63    |       |
| 1. Mai  | Louise Fargo Brown                        | US-amerikanische Historikerin                                                     |       |       |
| 1. Mai  | Hermann Hassbargen                        | deutscher Bibliothekar                                                            | 62    |       |
| 1. Mai  | Mike Nazaruk                              | US-amerikanischer Rennfahrer                                                      | 33    |       |
| 1. Mai  | Leopold von Rauch                         | deutscher Nachrichtenoffizier                                                     | 79    |       |
| 1. Mai  | Thomas Royds                              | englischer Physiker                                                               | 71    |       |
| 1. Mai  | Gotthilf Vöhringer                        | deutscher evangelischer Theologe                                                  | 74    |       |
| 1. Mai  | Franz Weber                               | deutscher Jurist und Staatssekretär im Bundespostministerium                      | 61    |       |
| 2. Mai  | Alexander Hore-Ruthven, 1. Earl of Gowrie | britischer Brigadegeneral und Generalgouverneur von Australien (1936–1945)        | 82    |       |
| 2. Mai  | Margarethe Klementine von Österreich      | Erzherzogin von Österreich und Fürstin von Thurn und Taxis                        | 84    |       |
| 2. Mai  | Charles Mantelet                          | französischer Radrennfahrer                                                       | 61    |       |
| 3. Mai  | Walter Behrmann                           | deutscher Geograph                                                                | 72    |       |
| 3. Mai  | Karl Bierwirth                            | deutscher Gewichtheber                                                            | 47    |       |
| 3. Mai  | Vera Cuningham                            | britische Malerin, Bühnenbildnerin und Modell                                     | 57    |       |
| 3. Mai  | Garoto                                    | brasilianischer Musiker und Komponist                                             | 39    |       |
| 3. Mai  | Philippe de Marne                         | französischer Automobilrennfahrer                                                 | 82    |       |
| 03. Mai | Sigurjón Pétursson                        | isländischer Ringer                                                               | 67    |       |
| 3. Mai  | Rudolf Schlichter                         | deutscher Künstler                                                                | 64    |       |
| 4. Mai  | Louis Charles Breguet                     | französischer Flugzeugkonstrukteur                                                | 75    |       |
| 4. Mai  | Richard MacGillivray Dawkins              | britischer Byzantinist und Neogräzist                                             | 84    |       |
| 4. Mai  | George Enescu                             | rumänischer Komponist, Violinist und Dirigent                                     | 73    |       |
| 4. Mai  | Siegfried von Haugk                       | deutscher Reiter und sächsischer Oberst                                           | 69    |       |
| 5. Mai  | Albert Dickin                             | britischer Schwimmer und Wasserspringer                                           | 54    |       |
| 5. Mai  | Martha Dönhoff                            | deutsche Frauenrechtlerin und Politikerin (DDP)                                   | 80    |       |
| 5. Mai  | Mitzi Friedmann-Otten                     | österreichische Grafikerin und Kunstgewerblerin                                   | 70    |       |
| 5. Mai  | Charles Calmer Hart                       | US-amerikanischer Diplomat                                                        | 75    |       |
| 5. Mai  | Viktor Kafka                              | österreichisch-deutscher Neuropsychologe, Bakteriologe                            | 73    |       |
| 5. Mai  | Anna Petrowna Ostroumowa-Lebedewa         | russische Malerin                                                                 | 83    |       |
| 5. Mai  | Walter Schröder                           | deutscher evangelischer Geistlicher und Schriftsteller                            | 71    |       |
| 5. Mai  | Heinrich Schuh                            | Schweizer Elektrotechniker                                                        | 81    |       |
| 5. Mai  | Ernst Walker                              | deutscher Architekt und Politiker (DemP, FDP)                                     | 68    |       |
| 5. Mai  | Roberto Zerrillo                          | uruguayischer Tangogeiger, Bandleader und Komponist                               | 52    |       |
| 6. Mai  | Poldi Czernitz-Renn                       | österreichische Theater- und Filmschauspielerin                                   | 76    |       |
| 6. Mai  | Fritz Odemar                              | deutscher Schauspieler                                                            | 65    |       |
| 6. Mai  | Max Scharre                               | deutscher Journalist und Schriftsteller                                           | 87    |       |
| 6. Mai  | Otto Winkelsträter                        | deutscher Maler                                                                   | 53    |       |
| 07. Mai | Allan Bengtsson                           | schwedischer Hochspringer                                                         | 65    |       |
| 7. Mai  | Alberto Collo                             | italienischer Schauspieler                                                        | 71    |       |
| 7. Mai  | Grigori Jefimowitsch Kasarnowski          | russischer Metallurg                                                              | 67    |       |
| 7. Mai  | Sterling Byrd Lacy                        | US-amerikanischer Politiker                                                       | 73    |       |
| 7. Mai  | Otto Rosenheim                            | englischer Biochemiker                                                            | 83    |       |
| 7. Mai  | Nick Winter                               | australischer Dreispringer und Olympiasieger                                      | 60    |       |
| 8. Mai  | Walter Henrich                            | Ministerialbeamter und Rechtswissenschaftler                                      | 67    |       |
| 8. Mai  | Richard M. Kleberg                        | US-amerikanischer Politiker                                                       | 67    |       |
| 8. Mai  | Maud Wood Park                            | US-amerikanische Frauenrechtlerin                                                 | 84    |       |
| 8. Mai  | Aline Sanden                              | deutsche Opernsängerin (Sopran) und Librettistin                                  | 75    |       |
| 9. Mai  | Catherine Booth-Clibborn                  | britische Offizierin der Heilsarmee                                               | 96    |       |
| 9. Mai  | Josef Hinterseher                         | deutscher Bildhauer                                                               | 77    |       |
| 9. Mai  | Franz Josef Huber                         | deutscher Politiker (SPD), MdL                                                    | 61    |       |
| 9. Mai  | William Passmore                          | US-amerikanischer Lacrossespieler                                                 | 72    |       |
| 9. Mai  | Itō Yōji                                  | japanischer Ingenieur und Wissenschaftler                                         | 54    |       |
| 10. Mai | Bernhard Brückner                         | deutscher Volksschullehrer und Mundartdichter des westlichen Erzgebirges          | 82    |       |
| 10. Mai | Tommy Burns                               | kanadischer Boxer                                                                 | 73    |       |
| 10. Mai | Carolus Lindberg                          | finnischer Architekt                                                              | 65    |       |
| 10. Mai | George Soulié de Morant                   | französischer Diplomat, Sinologe und Schriftsteller                               | 76    |       |
| 11. Mai | Otto Goebel                               | deutscher Volkswirt und Hochschullehrer                                           | 82    |       |
| 11. Mai | Nikolai Mitrofanowitsch Krylow            | russisch-sowjetischer Mathematiker                                                | 75    |       |
| 11. Mai | Theodor Thurmann                          | deutscher Verwaltungsjurist                                                       | 72    |       |
| 12. Mai | Johannes Becker                           | deutscher Politiker (Zentrum), MdR                                                | 80    |       |
| 12. Mai | Abraham Esau                              | deutscher Physiker                                                                | 70    |       |
| 12. Mai | Wilhelm Ewald                             | deutscher Siegelkundler und Heraldiker                                            | 76    |       |
| 12. Mai | Emanuel Gomes de Oliveira                 | brasilianischer Ordensgeistlicher und römisch-katholischer Erzbischof von Goiás   | 81    |       |
| 12. Mai | Friedrich Hoepner                         | Geschäftsführer und Politiker (DDP, FDP), MdL                                     | 65    |       |
| 12. Mai | Franz Sekera                              | österreichischer Bodenkundler                                                     | 55    |       |
| 12. Mai | Margarethe Steinhäuser                    | deutsche Politikerin (SPD), Landtagsabgeordnete Volksstaat Hessen                 | 80    |       |
| 13. Mai | Ernst Foerster                            | deutscher Schiffbauingenieur                                                      | 78    |       |
| 13. Mai | Hans Arnold Gräbke                        | deutscher Kunsthistoriker und Museumsleiter                                       | 54    |       |
| 13. Mai | Wladimir Michailowitsch Uralski           | russischer bzw. sowjetischer Schauspieler                                         | 67    |       |
| 14. Mai | Joachim Coeler                            | deutscher Offizier, zuletzt General der Flieger im Zweiten Weltkrieg              | 63    |       |
| 14. Mai | Kate Cutler                               | britische Sängerin und Schauspielerin                                             | 90    |       |
| 14. Mai | Hansgeorg Moka                            | deutscher Verwaltungsjurist und NS-Funktionär, Oberbürgermeister von Schneidemühl | 54    |       |
| 14. Mai | Leonard Richardson                        | südafrikanischer Langstrecken- und Hindernisläufer                                | 73    |       |
| 14. Mai | Charles P. Summerall                      | US-amerikanischer General, Chief of Staff of the Army                             | 88    |       |
| 14. Mai | Jānis Vītoliņš                            | lettischer Komponist                                                              | 69    |       |
| 15. Mai | Oskar Adler                               | österreichischer Arzt, Musiker und Astrologe                                      | 79    |       |
| 15. Mai | Louis Krages                              | deutscher Kaufmann                                                                | 79    |       |
| 15. Mai | Felix Moor                                | estnischer Hörfunkpionier                                                         | 52    |       |
| 15. Mai | Karl Obermeyer                            | deutscher Politiker (SPD), MdR                                                    | 81    |       |
| 15. Mai | Ludwig Rüger                              | deutscher Paläontologe und Geologe                                                | 58    |       |
| 15. Mai | Mariano San Nicolò                        | österreichisch-deutscher Rechtshistoriker                                         | 67    |       |
| 15. Mai | Aksel Sørensen                            | dänischer Turner                                                                  | 63    |       |
| 15. Mai | Georg Stieler                             | deutscher Politiker (Zentrum, CDU), MdL                                           | 68    |       |
| 16. Mai | James Agee                                | US-amerikanischer Dichter, Novelist, Journalist, Sozialaktivist und Filmkritiker  | 45    |       |
| 16. Mai | Opanas Andrijewskyj                       | ukrainischer Jurist, sozialer Aktivist und Politiker                              |       |       |
| 16. Mai | Manuel Ayulo                              | US-amerikanischer Rennfahrer                                                      | 33    |       |
| 16. Mai | Ernst van’t Hoff                          | niederländischer Jazz- und Unterhaltungsmusiker                                   | 46    |       |
| 16. Mai | Barbra Ring                               | norwegische Schriftstellerin, Literaturkritikerin                                 | 84    |       |
| 16. Mai | Carl Alwin Schenck                        | deutscher Forstwissenschaftler                                                    | 87    |       |
| 16. Mai | Gustav Traub                              | deutscher Maler und Grafiker                                                      | 69    |       |
| 17. Mai | Lambertus Doedes                          | niederländischer Segler                                                           | 76    |       |
| 17. Mai | Julius Gebauer                            | deutscher Unternehmer                                                             | 94    |       |
| 17. Mai | Francesco Balilla Pratella                | italienischer Musiker und Schriftsteller                                          | 75    |       |
| 17. Mai | Owen Roberts                              | US-amerikanischer Jurist                                                          | 80    |       |
| 17. Mai | Camilla Wedgwood                          | britische Anthropologin                                                           | 54    |       |
| 18. Mai | Vincenz Hundhausen                        | deutscher Drucker, Verleger, Dichter und Anwalt                                   | 76    |       |
| 18. Mai | Mary McLeod Bethune                       | US-amerikanische Frauen- und Bürgerrechtlerin                                     | 79    |       |
| 18. Mai | Edwin Scharff                             | deutscher Bildhauer, Medailleur und Grafiker                                      | 68    |       |
| 18. Mai | Ernst Wilhelm Widmann                     | Landtagsabgeordneter Volksstaat Hessen                                            | 78    |       |
| 19. Mai | Anton Peter Arida                         | libanesischer Geistlicher, maronitischen Patriarch von Antiochien                 | 91    |       |
| 19. Mai | Concha Espina                             | spanische Schriftstellerin                                                        |       |       |
| 19. Mai | Ernst Neumann                             | deutscher Tierarzt und Politiker (NSDAP), MdR                                     | 66    |       |
| 19. Mai | Hermann Schneider                         | deutscher Weingärtner und Politiker (DVP), MdL                                    | 76    |       |
| 20. Mai | Leopold Arzt                              | österreichischer Mediziner                                                        | 72    |       |
| 20. Mai | Louvigny de Montigny                      | kanadischer Journalist, Schriftsteller und Kritiker                               | 78    |       |
| 20. Mai | Harry S. Ross                             | US-amerikanischer Beamter und Politiker                                           | 78    |       |
| 21. Mai | Anton Fahrner                             | österreichischer Müller und Politiker/GdP, Abgeordneter zum Nationalrat           | 75    |       |
| 22. Mai | Fred Allen                                | US-amerikanischer Filmeditor und Regisseur                                        | 58    |       |
| 22. Mai | Kuno-Hans von Both                        | deutscher Offizier, zuletzt General der Infanterie im Zweiten Weltkrieg           | 71    |       |
| 22. Mai | Waldemar Fenn                             | deutscher Bildhauer, Konsul und Prähistoriker                                     | 77    |       |
| 22. Mai | Siegfried Knak                            | deutscher evangelischer Theologe, Missionswissenschaftler und Hochschullehrer     | 80    |       |
| 22. Mai | Louis-Samuel Roulet                       | Schweizer Politiker (BGB)                                                         | 77    |       |
| 23. Mai | Roy E. Ayers                              | US-amerikanischer Jurist und Politiker                                            | 72    |       |
| 23. Mai | Gustav Adolf Baumm                        | deutscher Grafiker, Motorradkonstrukteur und Rennfahrer                           | 34    |       |
| 23. Mai | Auguste Chabaud                           | französischer Maler und Bildhauer                                                 | 72    |       |
| 23. Mai | Walter Anatole Persich                    | deutscher Schriftsteller                                                          | 50    |       |
| 24. Mai | Karl von Berlepsch                        | deutscher Schriftsteller, Lyriker und Maler                                       |       |       |
| 24. Mai | Alexander Czéh                            | deutscher Verwaltungsbeamter und Landrat                                          | 78    |       |
| 24. Mai | Richard Gottlieb Wilhelm von Doderer      | österreichischer Ingenieur und Industrieller                                      | 78    |       |
| 24. Mai | Ralph von Egidy                           | deutscher Generalmajor                                                            | 87    |       |
| 25. Mai | Timothy Carroll                           | irischer Hoch- und Dreispringer                                                   | 66    |       |
| 25. Mai | Wardell Gray                              | amerikanischer Jazz-Saxofonist                                                    | 34    |       |
| 25. Mai | Charles A. Jonas                          | US-amerikanischer Jurist und Politiker                                            | 78    |       |
| 26. Mai | Alberto Ascari                            | italienischer Automobilrennfahrer                                                 | 36    |       |
| 26. Mai | Lux Guyer                                 | Schweizer Architektin                                                             | 60    |       |
| 26. Mai | Alexander von Kryha                       | russisch-deutscher Kryptologe, Erfinder und Geschäftsmann                         | 63    |       |
| 26. Mai | Heinrich Ruhfus                           | deutscher Marineoffizier, zuletzt Konteradmiral im Zweiten Weltkrieg              | 60    |       |
| 26. Mai | Aethel Tollemache                         | britische Suffragette                                                             |       |       |
| 26. Mai | Heinrich Werlé                            | deutscher Chorleiter, Organist und Musikkritiker                                  | 68    |       |
| 27. Mai | Wilhelm Persson                           | schwedischer Schwimmer                                                            | 69    |       |
| 27. Mai | Alexei Grigorjewitsch Rodin               | sowjetisch-russischer Generaloberst der Panzertruppen und Held der Sowjetunion    | 53    |       |
| 28. Mai | Franz Fritsch                             | österreichischer Politiker (SPÖ), Landtagsabgeordneter                            | 59    |       |
| 28. Mai | Arthur Luther                             | deutscher Literaturwissenschaftler, Bibliothekar, Übersetzer und Dolmetscher      | 79    |       |
| 28. Mai | Sara Martin                               | US-amerikanische Blues- und Vaudeville-Sängerin                                   | 71    |       |
| 29. Mai | Christian Börger                          | deutscher Orgelbauer                                                              | 71    |       |
| 29. Mai | Rudolf Klein-Rogge                        | deutscher Schauspieler                                                            | 69    |       |
| 29. Mai | René de Knyff                             | französischer Rennfahrer und Motorsportfunktionär                                 | 89    |       |
| 29. Mai | Wilhelm Rodenberg                         | deutscher Jurist und Politiker (NSDAP)                                            | 62    |       |
| 30. Mai | Hermann Aumer                             | deutscher Politiker (SPD, BP), MdB                                                | 40    |       |
| 30. Mai | Robert Bartsch                            | österreichischer Jurist und Hochschullehrer                                       | 80    |       |
| 30. Mai | Hans-Robert Bortfeldt                     | deutscher Theaterregisseur                                                        | 49    |       |
| 30. Mai | Louis Campagna                            | US-amerikanischer Mobster                                                         |       |       |
| 30. Mai | Hugo Hickmann                             | deutscher Politiker (DVP, CDU), MdV                                               | 77    |       |
| 30. Mai | Emanuel Lešehrad                          | tschechischer Schriftsteller, Dichter, Literaturkritiker und Übersetzer           | 77    |       |
| 30. Mai | Richard Perner                            | deutscher Redakteur, Politiker (SPD), MdHB, Hamburger Senator, MdR                | 78    |       |
| 30. Mai | Manuel de Jesús Troncoso                  | Präsident der Dominikanischen Republik und Schriftsteller                         | 77    |       |
| 30. Mai | Bill Vukovich                             | US-amerikanischer Autorennfahrer                                                  | 36    |       |
| 31. Mai | Max Clevers                               | deutscher Politiker der CDU                                                       | 60    |       |
| 31. Mai | Johann Gottlieb Cordes                    | deutscher lutherischer Geistlicher und Autor                                      | 85    |       |
| 31. Mai | Henni Forchhammer                         | dänische Frauenrechtlerin                                                         | 92    |       |
| 31. Mai | Raoul Gunsbourg                           | rumänischer Operndirektor, Schriftsteller und Komponist                           | 95    |       |
| 31. Mai | Ernst Heimeran                            | deutscher Autor und Verleger                                                      | 52    |       |
| 31. Mai | William Meinhardt                         | deutscher Jurist und Industrieller                                                | 82    |       |
| 31. Mai | Jean Mondielli                            | französischer Säbelfechter                                                        | 72    |       |
| 31. Mai | Curt Pflugbeil                            | deutscher General der Flieger im Zweiten Weltkrieg                                | 65    |       |
| Mai     | Oskar Kauffmann                           | österreichischer Psychiater und NS-Ärztefunktionär                                | 56    |       |

## Juni
| Tag      | Name                                       | Beruf, bekannt als                                                                                    | Alter | Beleg |
| -------- | ------------------------------------------ | --- | ----- | ----- |
| 1. Juni  | Gudmund Björck                             | schwedischer Klassischer Philologe                                                                    | 49    |       |
| 2. Juni  | Ernst Adolph                               | deutscher Generalmajor der Wehrmacht im Zweiten Weltkrieg                                             | 82    |       |
| 2. Juni  | Fanny Alving                               | schwedische Schriftstellerin                                                                          | 80    |       |
| 2. Juni  | Erich Bohnekamp                            | deutscher Politiker (CDU)                                                                             | 53    |       |
| 2. Juni  | Dietrich Alfred von Gemmingen              | herzoglich-württembergischer Hofmarschall                                                             | 75    |       |
| 3. Juni  | Barbara Graham                             | US-amerikanische Mörderin                                                                             | 31    |       |
| 3. Juni  | Alfred Grundmann                           | deutscher Politiker (CDU), MdL                                                                        | 49    |       |
| 3. Juni  | Onchi Kōshirō                              | japanischer Holzschneider des Sōsaku-hanga und Buchillustrator                                        | 63    |       |
| 3. Juni  | Marcel Wittrisch                           | deutscher Opernsänger (Tenor)                                                                         | 51    |       |
| 4. Juni  | Franz Baumgart                             | deutscher Politiker (SPD), MdL                                                                        | 60    |       |
| 4. Juni  | John McLean                                | US-amerikanischer Leichtathlet                                                                        | 77    |       |
| 4. Juni  | Bernhard Röttgen                           | deutscher Priester und Heimatforscher                                                                 | 80    |       |
| 4. Juni  | Emmi Ruben                                 | deutsche Kunstsammlerin und Mäzenin                                                                   | 80    |       |
| 4. Juni  | Georg Scheller                             | deutscher Betriebswirtschaftler                                                                       | 59    |       |
| 5. Juni  | Daniel A. Driscoll                         | US-amerikanischer Politiker                                                                           | 80    |       |
| 5. Juni  | Carl Heribert Egbring                      | deutscher Politiker (DP/CDU), MdL                                                                     | 73    |       |
| 5. Juni  | Pattillo Higgins                           | US-amerikanischer Erdölsucher und Unternehmer                                                         | 91    |       |
| 5. Juni  | Ferdinand Kottek                           | österreichischer Politiker (CSP), Landtagsabgeordneter                                                | 81    |       |
| 6. Juni  | August Kaufhold                            | deutscher Maler                                                                                       | 71    |       |
| 6. Juni  | Thomas Thornycroft                         | britischer Olympiasieger im Motorbootfahren                                                           | 73    |       |
| 7. Juni  | Franz Becker                               | deutscher Politiker (DVP), Pädagoge                                                                   | 66    |       |
| 7. Juni  | Georg Hirschberg                           | deutscher Jurist                                                                                      | 82    |       |
| 7. Juni  | Martin Rosik                               | deutscher Politiker (SPD), MdL                                                                        | 54    |       |
| 8. Juni  | Charles Gipps Hamilton                     | englischer Rechtsanwalt und Tennisspieler                                                             | 97    |       |
| 8. Juni  | Franz Osborn                               | deutscher Pianist                                                                                     | 49    |       |
| 8. Juni  | Toyoshima Yoshio                           | japanischer Schriftsteller und Übersetzer                                                             | 64    |       |
| 9. Juni  | Walter Jellinek                            | deutscher Staats- und Völkerrechtler                                                                  | 69    |       |
| 9. Juni  | Alves dos Reis                             | portugiesischer Betrüger                                                                              | 56    |       |
| 9. Juni  | Langdon Warner                             | US-amerikanischer Kunsthistoriker, Archäologe und Harvard-Professor                                   | 73    |       |
| 10. Juni | Margaret Abbott                            | amerikanische Golfspielerin                                                                           | 78    |       |
| 10. Juni | Marie Elise Bachmann                       | Stifterin                                                                                             | 76    |       |
| 10. Juni | Frederick Fermor-Hesketh, 2. Baron Hesketh | britischer Adliger                                                                                    | 39    |       |
| 10. Juni | Einar Löfstedt                             | schwedischer Klassischer Philologe                                                                    | 74    |       |
| 10. Juni | René Prévot                                | deutscher Journalist                                                                                  | 74    |       |
| 10. Juni | Curt Unger                                 | deutscher Redakteur, Lokalpolitiker und Heimatforscher                                                | 67    |       |
| 11. Juni | Walter Hampden                             | US-amerikanischer Schauspieler                                                                        | 75    |       |
| 11. Juni | Johannes Hugentobler                       | Schweizer Maler und Architekt                                                                         | 58    |       |
| 11. Juni | Pierre Levegh                              | französischer Formel-1-Rennfahrer                                                                     | 49    |       |
| 11. Juni | Marcel Samuel-Rousseau                     | französischer Komponist                                                                               | 72    |       |
| 11. Juni | Ernst Schmidt                              | deutscher Politiker (SPD), MdL                                                                        | 42    |       |
| 11. Juni | Karl Schwesig                              | deutscher Maler                                                                                       | 56    |       |
| 11. Juni | Josef Seilinger                            | österreichischer Politiker (SPÖ), Abgeordneter zum Nationalrat                                        | 53    |       |
| 12. Juni | Mario dalla Favera                         | italienischer Automobilrennfahrer                                                                     |       |       |
| 12. Juni | Josef Kalfus                               | tschechoslowakischer Volkswirtschaftler, Politiker und Finanzminister                                 | 74    |       |
| 12. Juni | Leo Nardus                                 | niederländischer Kunsthändler und Maler                                                               | 87    |       |
| 12. Juni | Adolf Rohde                                | deutscher Tiefbau-Ingenieur, Kommunalpolitiker                                                        | 74    |       |
| 12. Juni | Olaf Richard Wulff                         | österreichisch-ungarischer Marineoffizier                                                             | 78    |       |
| 13. Juni | Walter Braemer                             | deutscher General der Kavallerie, SS-Gruppenführer, Kriegsverbrecher im Zweiten Weltkrieg             | 72    |       |
| 13. Juni | Bartel J. Jonkman                          | US-amerikanischer Politiker                                                                           | 71    |       |
| 13. Juni | Claudius Kraushaar                         | österreichischer Theaterintendant                                                                     | 77    |       |
| 13. Juni | Wilhelm Laverrenz                          | deutscher Politiker (DNVP, CDU), MdR, MdA                                                             | 76    |       |
| 14. Juni | William Delbert Gann                       | US-amerikanischer Unternehmer, Börsenhändler und Autor                                                | 77    |       |
| 14. Juni | Louis-Eugène-Arsène Turquetil              | französischer Ordensgeistlicher, römisch-katholischer Apostolischer Vikar von Baie d’Hudson           | 79    |       |
| 15. Juni | Ernest Greenwood                           | US-amerikanischer Politiker                                                                           | 70    |       |
| 15. Juni | Carl Vering                                | deutscher Jurist, Unternehmer, Philosoph und Mäzen                                                    | 84    |       |
| 16. Juni | Jean-Marie Camus                           | französischer Bildhauer                                                                               | 77    |       |
| 16. Juni | Stanislaus Joyce                           | irischer Autor und Sprachlehrer                                                                       | 70    |       |
| 16. Juni | Hubert Knipping                            | deutscher Diplomat                                                                                    | 87    |       |
| 16. Juni | Bernhard Poschmann                         | deutscher katholischer Geistlicher und Dogmatiker                                                     | 76    |       |
| 16. Juni | Serafima Rjangina                          | russische bzw. sowjetische Malerin                                                                    | 64    |       |
| 16. Juni | Carl Wirths                                | deutscher Politiker (FDP), MdL, MdB                                                                   | 57    |       |
| 17. Juni | Carlyle Blackwell                          | US-amerikanischer Schauspieler, Regisseur und Produzent                                               | 71    |       |
| 17. Juni | George Canning                             | britischer Tauzieher                                                                                  | 65    |       |
| 17. Juni | Felix Meseck                               | deutscher Maler und Grafiker                                                                          | 72    |       |
| 17. Juni | Robert Reininger                           | österreichischer Philosoph                                                                            | 85    |       |
| 17. Juni | Evelyn Jane Sharp                          | englisch-britische Autorin, Journalistin, Suffragette und Pazifistin                                  | 85    |       |
| 18. Juni | Ernst Bethlenfalvy                         | ungarischer Gutsbesitzer, Zoologe und Naturforscher                                                   | 75    |       |
| 18. Juni | Willy Burkhard                             | Schweizer Komponist                                                                                   | 55    |       |
| 18. Juni | Josef Panhuber                             | österreichischer Orgelbauer                                                                           | 73    |       |
| 18. Juni | Gottfried Rabe von Pappenheim              | deutscher Landrat des Kreises Kassel und Landeshauptmann von Hessen                                   | 80    |       |
| 18. Juni | Walter Rein                                | deutscher Komponist                                                                                   | 61    |       |
| 18. Juni | Ladislav Žemla                             | böhmischer Tennisspieler                                                                              | 67    |       |
| 19. Juni | David Worth Clark                          | US-amerikanischer Politiker                                                                           | 53    |       |
| 19. Juni | Charles William Dahlgreen                  | US-amerikanischer Maler und Grafiker                                                                  | 90    |       |
| 19. Juni | Sedat Doğruer                              | türkischer Generalleutnant                                                                            |       |       |
| 19. Juni | Wilhelm Hamkens                            | deutscher Landwirt und politischer Aktivist                                                           | 59    |       |
| 19. Juni | Romuald Jałbrzykowski                      | polnischer Geistlicher, Bischof von Łomża, Erzbischof von Vilnius                                     | 79    |       |
| 19. Juni | Paul F. Linke                              | deutscher Phänomenologe                                                                               | 79    |       |
| 19. Juni | Adrienne Monnier                           | französische Buchhändlerin und Verlegerin                                                             | 63    |       |
| 19. Juni | Gustav Paulsen                             | deutscher Politiker (fraktionslos), MdL                                                               | 78    |       |
| 19. Juni | Vilmos Perlrott-Csaba                      | ungarischer Maler und Grafiker                                                                        | 75    |       |
| 19. Juni | Carlo Somigliana                           | italienischer Mathematiker und Physiker                                                               | 94    |       |
| 19. Juni | Julius Sporket                             | deutscher evangelischer Pastor und Missionar                                                          | 87    |       |
| 20. Juni | André Arcoverde de Albuquerque Cavalcanti  | brasilianischer Geistlicher, Bischof von Taubaté                                                      | 76    |       |
| 20. Juni | Werner von Fichte                          | deutscher SA-Führer, Polizeipräsident und Schriftsteller                                              | 59    |       |
| 20. Juni | Junius Futrell                             | US-amerikanischer Politiker, Gouverneur von Arkansas                                                  | 84    |       |
| 20. Juni | Janina Korolewicz-Waydowa                  | polnische Opernsängerin (Sopran) und Gesangspädagogin                                                 | 78    |       |
| 20. Juni | Karl Krummacher                            | deutscher Maler                                                                                       | 88    |       |
| 20. Juni | Karl Aloys von und zu Liechtenstein        | kaiserlich-königlicher Rittmeister, provisorischer Landesverweser des Fürstentums Liechtenstein       | 76    |       |
| 21. Juni | Erich Brandenberger                        | deutscher Offizier und General der Panzertruppe im Dritten Reich                                      | 62    |       |
| 21. Juni | Roger Mais                                 | jamaikanischer Schriftsteller, Dichter und Journalist                                                 | 49    |       |
| 21. Juni | Paul Mayer                                 | Schweizer Unternehmer                                                                                 | 82    |       |
| 22. Juni | Lucien Nonguet                             | französischer Schauspieler, Regisseur und Drehbuchautor                                               | 86    |       |
| 22. Juni | Franz Petrowitsch Schiller                 | sowjetischer Literaturwissenschaftler                                                                 | 56    |       |
| 23. Juni | Mintje Bostedt                             | deutsche Wohlfahrtspflegerin und Schulleiterin                                                        | 58    |       |
| 23. Juni | Amon G. Carter                             | US-amerikanischer Zeitungsverleger                                                                    | 75    |       |
| 23. Juni | František Janda-Suk                        | tschechischer Leichtathlet                                                                            | 77    |       |
| 23. Juni | Anatoli Sergejewitsch Komarowski           | russischer Musiker                                                                                    | 45    |       |
| 23. Juni | Emil Maetzel                               | deutscher Architekt, Maler, Grafiker und Bildhauer                                                    | 78    |       |
| 23. Juni | Josef Eduard Ploner                        | österreichischer Lehrer, Chorleiter, Organist und Komponist                                           | 61    |       |
| 23. Juni | Richard Schnetzer                          | deutscher Verwaltungsjurist und Bezirksoberamtmann                                                    | 78    |       |
| 23. Juni | Alexander Antonowitsch Trojanowski         | sowjetischer Botschafter                                                                              | 73    |       |
| 24. Juni | Martha Bernstein                           | deutsche Malerin                                                                                      | 81    |       |
| 24. Juni | Walter Dilthey                             | deutscher Chemiker                                                                                    | 78    |       |
| 24. Juni | Ernst Frommhold                            | deutscher Maler                                                                                       | 75    |       |
| 24. Juni | Jacob Hirsch                               | deutsch-schweizerischer Numismatiker, Archäologe und Kunsthändler                                     | 81    |       |
| 24. Juni | Vida Ortgies                               | Schweizer Landschaftsmalerin                                                                          | 97    |       |
| 25. Juni | Carl Jahnzon                               | schwedischer Hammerwerfer                                                                             | 74    |       |
| 25. Juni | Albert Peter                               | Landrat des Kreises Lörrach                                                                           | 65    |       |
| 26. Juni | Elek Bolgár                                | ungarischer Soziologe und Politiker                                                                   | 71    |       |
| 26. Juni | Leslie Charles Hammond                     | indischer Hockeyspieler                                                                               | 50    |       |
| 26. Juni | Jakob Hofmann                              | deutscher Bildhauer und Zeichner                                                                      | 78    |       |
| 26. Juni | Borrah Minevitch                           | russisch-amerikanischer Mundharmonikaspieler und Bandleader                                           | 52    |       |
| 26. Juni | Engelbert Zaschka                          | deutscher Oberingenieur, Konstrukteur, Erfinder und Hubschrauberpionier                               | 59    |       |
| 27. Juni | Victor Hugo de Azevedo Coutinho            | portugiesischer Offizier und Politiker                                                                | 83    |       |
| 27. Juni | Vinzenz Hampel                             | deutscher Pädagoge und Musiker                                                                        | 75    |       |
| 27. Juni | Martin A. Hansen                           | dänischer Schriftsteller                                                                              | 45    |       |
| 28. Juni | Jean Baptiste Dieter                       | deutscher Ordensgeistlicher, Missionar und Bischof in Ozeanien                                        | 51    |       |
| 28. Juni | Grigori Alexandrowitsch Gamburzew          | russischer Geophysiker, Seismologe und Hochschullehrer                                                | 52    |       |
| 29. Juni | Gerhard Benkowitz                          | deutscher Widerstandskämpfer gegen die SED-Diktatur und Schauprozessopfer in der DDR                  | 32    |       |
| 29. Juni | Ernst Legal                                | deutscher Schauspieler, Regisseur und Intendant                                                       | 74    |       |
| 29. Juni | Max Pechstein                              | deutscher Maler und Graphiker                                                                         | 73    |       |
| 29. Juni | Henry Disbrow Phillips                     | US-amerikanischer Footballspieler und Bischof der Episkopalkirche der Vereinigten Staaten von Amerika | 73    |       |
| 29. Juni | Theodor Caspar Pilartz                     | deutscher Bildhauer, Medailleur und Bühnenbildner                                                     | 68    |       |
| 30. Juni | Piero Ballerini                            | italienischer Filmregisseur und Drehbuchautor                                                         | 54    |       |
| 30. Juni | Félix Bédouret                             | Schweizer Fußballspieler                                                                              | 57    |       |
| Juni     | Adi Lödel                                  | deutscher Schauspieler                                                                                | 17    |       |